# صندوق الأمم المتحدة لبناء السلام
صندوق الأمم المتحدة لبناء السلام، هو صندوق استئماني دائم متعدد السنوات من أجل بناء السلام بعد الصراع، أنشأه الأمين العام للأمم المتحدة في عام 2006 بناءً على طلب الجمعية العامة للأمم المتحدة بهدف تمويل أولي يبلغ 250 مليون دولار.
تأسس الصندوق انطلاقاً من إدراك أن من بين العوائق التي تحول دون نجاح بناء السلام ندرة الموارد، ولا سيما الموارد المالية. لذلك يهدف الصندوق إلى تقديم دعم حاسم خلال المراحل الأولى من عملية السلام. يجسد تصميمه عدة مبادئ رئيسية:
- الاعتراف بالملكية الوطنية لعمليات السلام
- الحاجة إلى أن تكون بمثابة «محفز» لبدء الاختراعات الحاسمة لبناء السلام
- استخدام وكالات الأمم المتحدة وصناديقها وبرامجها كمتلقين لدعم تنفيذ المشاريع من قبل الكيانات الوطنية
- للعمل كعملية صرف على المستوى القطري

منذ إنشائه في تشرين الأول / أكتوبر 2006، تم تفعيل مرفق صندوق بناء السلام للبلدين قيد نظر لجنة بناء السلام، بوروندي وسيراليون  وخصص الأمين العام 35 مليون دولار لكل من البلدين.

## بوروندي
حتى الآن، وافق صندوق بناء السلام على 12 مشروعًا بميزانية إجمالية قدرها 26.883.000 دولار أمريكي في المجالات الأربعة ذات الأولوية المحددة في خطة أولويات صندوق بناء السلام المشترك بين الأمم المتحدة وبوروندي، وهي الحوكمة وقطاع الأمن والعدالة وحقوق الإنسان وقضايا الأراضي.

## سيراليون
في الوقت الحالي، وافق صندوق بناء السلام على 7 مشاريع بميزانية إجمالية قدرها 15.982.577 دولارًا أمريكيًا في المجالات ذات الأولوية للحكم الرشيد وإصلاح قطاع الأمن والعدالة وتوظيف الشباب وتمكينهم وبناء القدرات.

## كوت ديفوار
وافق الصندوق على تمويل طارئ بمبلغ 700.000 دولار أمريكي لدعم «الحوار المباشر» الجاري بين الرئيس لوران غباغبو والمعارضة المسلحة السابقة، القوات الجديدة لكوت ديفوار، في واغادوغو، بوركينا فاسو. وستساعد الأموال في بناء الثقة بين المتحاربين السابقين في النزاع الإيفواري والمساهمة في تنفيذ اتفاق واغادوغو السياسي، مما يؤدي إلى تنظيم انتخابات حرة ونزيهة.

## جمهورية أفريقيا الوسطى
وافق الصندوق على تمويل طارئ بمبلغ 801.975 دولارًا أمريكيًا لدعم الحوار السياسي، بما في ذلك فترة وساطة من قبل ميسرين دوليين، بين الحكومة وأعضاء المجتمع المدني والأحزاب السياسية المعارضة وجماعات المعارضة المسلحة.

## ترتيبات الحوكمة
تقوم الجمعية العامة بتوجيه عمليات الصندوق وقد تقدم إرشادات عامة حول السياسة العامة. تدعم لجنة بناء السلام وضع استراتيجيات متكاملة لبناء السلام والانتعاش بعد انتهاء الصراع، وتقدم المشورة الاستراتيجية فيما يتعلق بالبلدان التي تخضع لاستعراضها. يوفر مكتب دعم بناء السلام التوجيه والإرشاد العامين بشأن إدارة البرنامج ورصده.

## إدارة الصندوق
يعمل مكتب الصندوق الاستئماني المتعدد المانحين التابع لبرنامج الأمم المتحدة الإنمائي كوكيل إداري ومسؤول عن إدارة الأموال، بما في ذلك استلام مساهمات المانحين وصرف الأموال وتقديم السرد الموحد و تقارير مالية.

## المجموعة الاستشارية
وقد تم تعيين مجموعة استشارية مستقلة من قبل الأمين العام لتقديم المشورة والإشراف على سرعة وملاءمة تخصيص الأموال وفحص الأداء والتقارير المالية. في آذار / مارس 2007، أعلن الأمين العام تشكيل الفريق الاستشاري: 10 شخصيات بارزة من جميع المناطق مع خبرة كبيرة في بناء السلام. اجتمعت المجموعة الاستشارية لأول مرة في 6 سبتمبر 2007.

## روابط خارجية
- الأمم المتحدة لبناء السلام
- صندوق الأمم المتحدة لبناء السلام
- مكتب الصندوق الاستئماني متعدد المانحين (MDTF)